# Disocactus eichlamii
Disocactus eichlamii, conocida comúnmente como paxte de Eichlam, es una especie de planta suculenta perteneciente al género Disocactus, dentro de la familia Cactaceae. Es endémica de Guatemala (concretamente de los departamentos de Escuintla, Chimaltenango, Quetzaltenango y Santa Rosa).   

## Descripción
Disocactus eichlamii es una especie de cactus que puede crecer tanto de forma epífita (sobre árboles) como litofíta (sobre superficies rocosas). Es arbustivo y se ramifica desde la base, con la epidermis de color verde. Los tallos son aplanados, alargados y con forma de hoja. Inicialmente son erectos, aunque con el tiempo se vuelven colgantes. Miden hasta 40 cm de largo y de 1,5 a 5 cm de ancho.   
Los tallos principales son redondeados, aunque a veces pueden ser triangulares o aplanados hacia la parte superior. Los tallos laterales son aplanados y tienen los bodes ondulados. Sobre ellos se asientan areolas separadas unas de otras aproximadamente 1,5 cm, sin espinas, aunque a veces pueden tener algún pelo blanco.

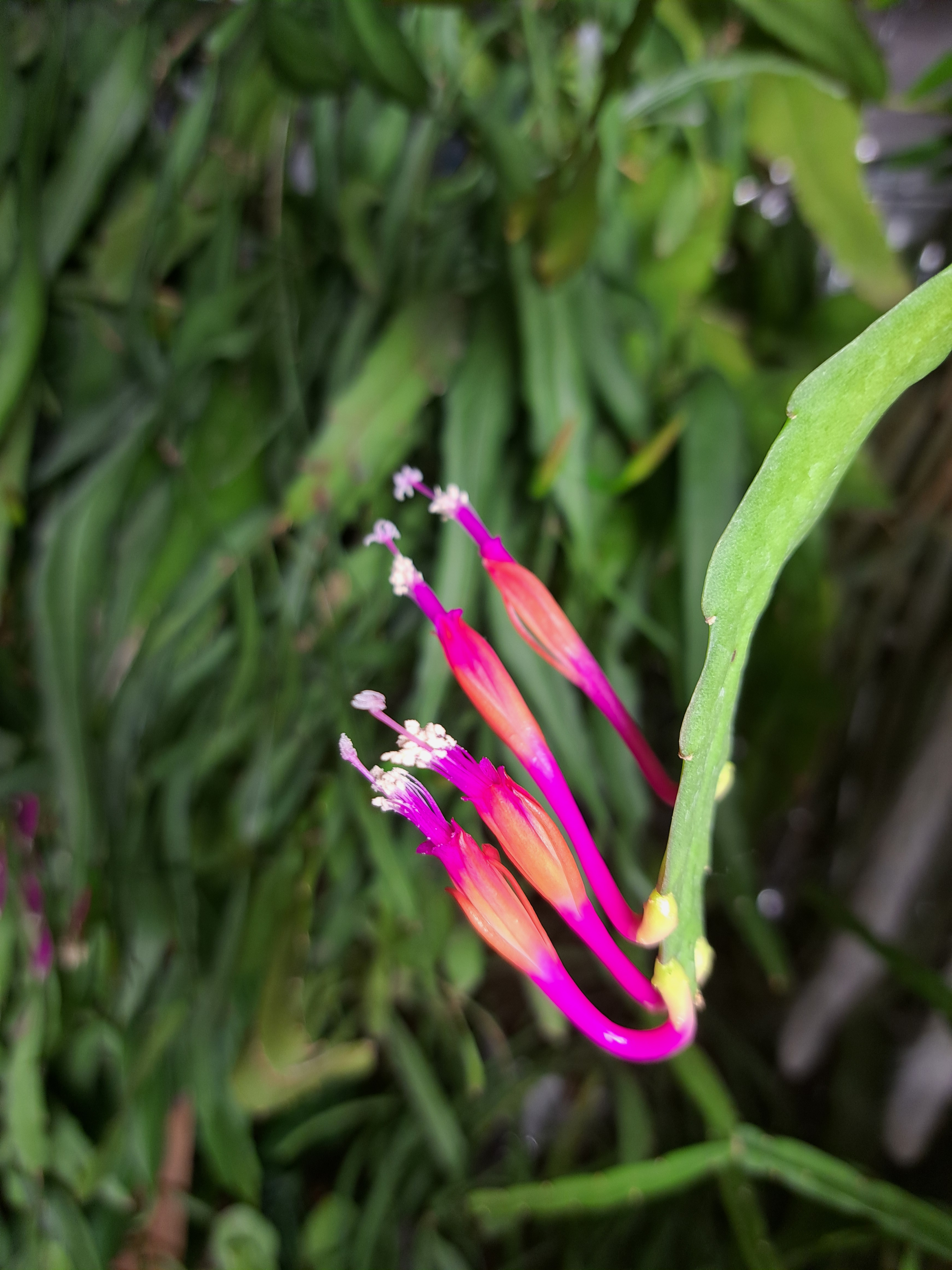
Detalle de las flores

Las flores aparecen solas o en grupos de hasta cinco a lo largo de las partes aplanadas de los brotes. Son estrechas, angostamente tubulares y de color rojo carmín. Miden de 6 a 8 cm de largo, con los estambres y el estilo sobresaliendo. El estigma presenta 5 lóbulos. Los frutos son rojos, esféricos y crecen de 0,9 a 1,4 cm de diámetro. En su interior contienen pulpa blanca con semillas de 1,5 mm de largo.

## Distribución y hábitat
El área de distribución nativa de esta especie es Guatemala(concretamente en los departamentos de Escuintla, Chimaltenango, Quetzaltenango y Santa Rosa). Habita principalmente en el bioma tropical estacionalmente seco, entre los 1200 y 1600 metros sobre el nivel del mar.
La planta puede crecer sobre árboles como epífita o sobre superficies rocosas como litófita. Se suele encontrar en bosques nubosos, frecuentemente en acantilados de difícil acceso para los humanos. Sus raíces se incrustan en las rocas o en la corteza de los árboles huéspedes para anclarse y fijarse, por lo que su único acceso a la humedad y los nutrientes proviene de la lluvia y los excrementos que caen desde arriba.

## Taxonomía
La primera descripción de esta especie fue como Phyllocactus eichlamii, publicada en 1911 por el botánico alemán Wilhelm Weingart en la revista científica Monatsschrift für Kakteenkunde 21: 5.
Más tarde, los botánicos estadounidenses Nathaniel Lord Britton y Joseph Nelson Rose trasladaron la especie al género Disocactus, por lo que pasó a llamarse Disocactus eichlamii. Registraron estos cambios en la revista científica Contributions from the United States National Herbarium 16: 259, publicada en 1913.

Etimología
- Disocactus: nombre genérico formado a partir de las palabras griegas dis (que significa 'dos veces'), isos (que significa 'igual) y kaktos (que significa 'cardo' o 'planta espinosa'), en alusión a los tallos aplanados con forma de hoja (con dos lados idénticos) que presentan las especies de este género.[9]
- eichlamii: epíteto específico otorgado en honor al coleccionista de cactus alemán Friedrich Eichlam, quién descubrió la especie y vivió en Guatemala hasta su muerte en 1911.[10][11]

## Estado de conservación
En la Lista Roja de Especies Amenazadas de la UICN, la especie está clasificada como "En Peligro de Extinción (EN)”. Las principales amenazas que sufre la especie se deben a la pérdida del hábitat debido al cambio de uso de la tierra para la agricultura (cultivos de maíz) y la extracción de madera de los árboles en los que crecen las especies para la subsistencia.

## Usos

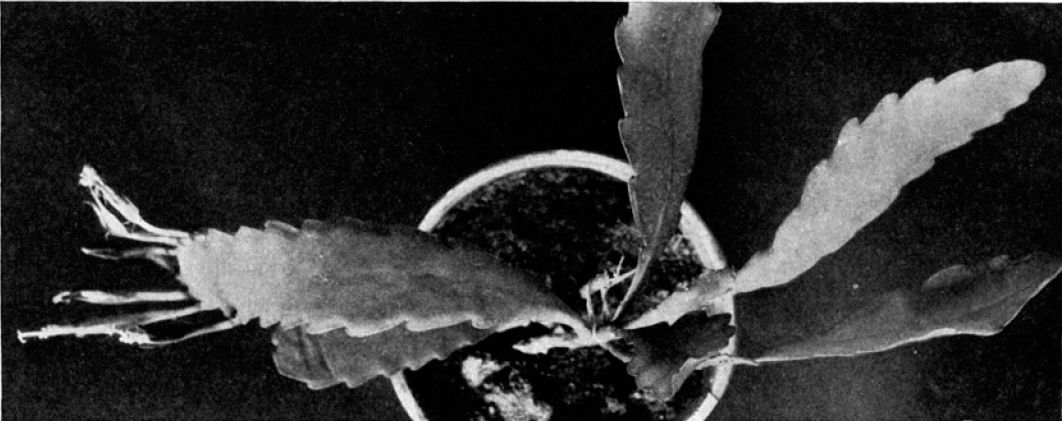
Imagen de la especie publicada por Britton y Rose

Disocactus eichlamii se cultiva como planta ornamental por sus vistosas flores y su hábito colgante. Crece mejor en lugares con luz filtrada o media sombra, donde evita la exposición directa al sol intenso que puede dañar sus tallos. Tolera mal las bajas temperaturas, por lo que conviene mantenerla en ambientes cálidos. Requiere un sustrato con buen drenaje para evitar que el exceso de humedad dañe sus raíces. Florece desde la primavera hasta comienzos del verano, y se multiplica por semillas, aunque la reproducción por esquejes resulta más sencilla y rápida.